# أهلا وسهلا ومرحبا
«أهلاً وسهلاً ومرحبا» أغنية أنجزت من طرف المشروع الموسيقي، انيغما، أصدرت في 10 مارس، 2006 (شاهد 2006 في الموسيقى).